# Biberbande
Biberbande ist der Name eines Kartenspiels der amerikanischen Spieleautoren Monty und Ann Stambler, das im Jahr 2002 bei dem Verlag Amigo erschienen ist. Es baut auf dem ebenfalls von diesen entwickelten Spiel Rat-a-Tat Cat auf, das 1996 bei dem amerikanischen Verlag Gamewright erschien. Das Spiel ähnelt dem im angelsächsischen Raum bekannten Spiel Golf, das mit gewöhnlichen Spielkarten gespielt wird.

## Thema und Ausstattung
Bei Biberbande versuchen die Spieler eine möglichst niedrige Kartenauslage aus vier Karten zu bilden, die verdeckt vor ihnen auf dem Tisch liegen. Dabei versuchen die Spieler, Karten mit hohen Werten loszuwerden und nach und nach durch niedrigere Karten zu ersetzen. Den Spielern sind dabei allerdings auch immer nur einzelne der ausliegenden Karten bekannt und diese verändern durch andere Karten ihre Positionen, sodass sie versuchen müssen, sich möglichst viele Kartenbewegungen zu merken.
Das Spielmaterial besteht neben einer Spielanleitung aus 66 Spielkarten. Darin enthalten sind 45 Zahlenkarten, wobei die Werte 0 bis 8 je viermal und der Wert 9 neunmal vorkommt, sowie 21 Sonderkarten mit 9 Karten „Tausch“, 7 Karten „Spähen“ und 5 Karten „Zweimal ziehen“. Hinzu kommt ein Block zum Notieren der Spielergebnisse.

## Spielweise
Zu Beginn des Spiels werden die Spielkarten gemischt und jeder Spieler erhält vier Karten, die er ungesehen und verdeckt nebeneinander vor sich auslegt. Die restlichen Karten bilden einen verdeckten Nachziehstapel, der in der Tischmitte platziert wird. Die oberste Karte des Nachziehstapels wird abgehoben und offen daneben als erste Karte des Ablagestapels ausgelegt.
Jeder Spieler darf sich zu Spielbeginn die beiden äußeren seiner vier verdeckten Karten anschauen und wieder verdeckt hinlegen. Beginnend mit dem Startspieler spielen die Mitspieler im Uhrzeigersinn, jeder Spieler muss in seinem Zug entweder die oberste Karte vom verdeckten Nachziehstapel oder die oberste Karte des offenen Ablagestapels nehmen. Entscheidet er sich für die oberste Karte des Nachziehstapels, sieht er sich diese an und kann sie, wenn es sich um eine Zahlenkarte handelt, entweder direkt auf den Ablagestapel abwerfen oder sie gegen eine seiner vier verdeckten Karten nach Wahl austauschen; er darf sich die Karte seiner Auslage jedoch nicht vorher anschauen und die ausgetauschte Karte legt er offen auf den Ablagestapel. Handelt es sich bei der gezogenen Karte um eine Sonderkarte, darf der Spieler die entsprechende Sonderaktion ausführen:
- Tauschen: Der Spieler nimmt eine seiner eigenen vier verdeckten Karten und tauscht sie gegen eine Karte eines beliebigen Mitspielers aus, ohne sich die Karten vorher anzusehen.
- Spähen: Der Spieler darf sich eine beliebige seiner eigenen vier Karten anschauen und wieder verdeckt an ihren Platz zurückgelegen.
- Zweimal ziehen: Der Spieler darf sich die oberste Karte vom verdeckten Nachziehstapel nehmen und ansehen. Er darf diese nutzen oder abwerfen und eine neue Karte ziehen, die er dann jedoch nutzen muss.

Entscheidet sich der Spieler, die oberste Karte des Ablagestapels zu nehmen, muss er gegen eine seiner vier verdeckten Karten austauschen. Dies ist nicht möglich, wenn es sich bei der obersten Karte des um eine Sonderkarte handelt.
Wenn der Spieler seine Aktion ausgeführt hat, kommt der nächste Spieler an die Reihe. Gespielt wird, bis ein Spieler nach seiner Aktion der Überzeugung ist, die niedrigsten Karten in seiner verdeckten Auslage zu haben, und um dies zu signalisieren auf den Tisch klopft. Damit leitet der Spieler die letzte Runde ein und alle anderen Mitspieler kommen noch einmal an die Reihe. Nach dem Durchgang decken alle Spieler ihre Karten auf und addieren die Kartenwerte. Sonderkarten in der Auslage werden beiseite gelegt und in Spielerreihenfolge beginnend mit dem klopfenden Spieler gegen die jeweils oberste Karte vom Nachziehstapel ausgetauscht. Die Punkte werden notiert und die nächste Runde wird gestartet.
Insgesamt werden so viele Durchgänge gespielt, wie Mitspieler teilnehmen. Das Spiel gewinnt der Spieler, der nach allen Durchgängen insgesamt die wenigsten Punkte hat.

## Versionen und Rezeption
Das Spiel Biberbande wurde 2002 von dem deutschen Spieleverlag Amigo veröffentlicht. Es basiert auf dem Spiel Rat-a-Tat Cat des amerikanischen Spieleautorenpaares Monty und Ann Stambler, die es bereits in den 1990er Jahren entwickelt und 1996 bei dem Verlag Gamewright veröffentlicht haben. Es erschien zudem international als Beaver Gang sowie in verschiedenen Sprachausgaben.
Die Illustrationen stammen von Björn Pertoft. 2018 veröffentlichte Amigo mit dem Spiel BiberClan ein Kartenspiel von Jörg von Rüden, das in seiner Gestaltung Biberbande entspricht und mit diesem in einer Spielvariante kombiniert werden kann.

## Belege
1. 1 2 3 4 5  
Spieleanleitung Biberbande, AMIGO Spiel + Freizeit GmbH 2002
2. ↑  
Biberbande bzw. Rat-a-Tat Cat, Versionen bei BoardGameGeek. Abgerufen am 5. Januar 2019.
3. ↑  
Spieleanleitung BiberClan, AMIGO Spiel + Freizeit GmbH 2018